# Louie Palu
Pour les articles homonymes, voir Palu.
Louie Palu (Toronto, 1968) est un photographe documentaire et réalisateur canadien.

## Biographie
Palu est né à Toronto en 1968 de parents immigrants italiens. Louie Palu est connu pour couvrir des questions socio-politiques, notamment la guerre et les droits de l'homme. Son premier travail important a été Cage Call: Life and Death in the Hard Rock Mining Belt avec l'écrivain Charlie Angus, puis il a travaillé pour le Globe and Mail pendant 6 ans en tant que photographe personnel (2001-2007). En plus de cela, il a couvert la guerre à Kandahar, en Afghanistan, entre 2006 et 2010 et la guerre contre la drogue à la frontière américano-mexicaine entre 2011 et 2012.

## Expositions
Le travail de Palu a été exposé dans des musées, des galeries et des festivals. Son travail a été sélectionné pour l'exposition historique 2012-2013 War/Photography: Images of Armed Conflict and Its Aftermath, organisée par Anne Wilkes Tucker, Will Michaels et Natalie Zelt. Il a ouvert ses portes au Houston Museum of Fine Arts en novembre 2012 et a ensuite été exposé à l'Annenberg Space for Photography à Los Angeles, à la Corcoran Gallery of Art à Washington DC et au Brooklyn Museum à New York.

## Quelques récompenses
- 2008 : Hasselblad Masters Award
- 2010 : Bourse de photographie de la Fondation Alexia pour la paix dans le monde et la compréhension culturelle
- 2014 : Membre de l'Académie royale des arts du Canada
- 2019: Prix Arnold-Newman pour les nouvelles orientations du portrait photographique

## Collections
Bibliothèque et Archives Canada, Ottawa, Canada. 50 photographies de "Cathedrals of the North" et 12 photographies de "Cage Call".